# Музей Бойманса — ван Бёнингена
Музей Бойманса — ван Бёнингена (нидерл. Museum Boijmans Van Beuningen) — художественный музей в Роттердаме, один из крупнейших в Нидерландах.

## История
Музей основан в 1847 году на основе частной коллекции Франса Якоба Отто Бойманса, завещанной городу Роттердаму. Музей носил название Музей Бойманса. В 1958 году собрание пополнилось экспонатами из коллекции предпринимателя Даниэля Георга ван Бёнингена, музей получил современное название.
В 1935 году голландским архитектором Адрианом ван дер Стёром построено здание для музея Бойманса. В 1972 году оно было расширено.

## Настоящее время
В 2020 году для собрания музея из 151 тыс. экспонатов по проекту архитектурного бюро MVRDV было построено новое здание Depot Boijmans Van Beuningen. Здание представляет собой зеркальную чашу высотой 39,5 м с березовой рощей на крыше. В нижней части ее диаметр составляет около 40 м, а вверху увеличивается до 60 м. Зеркальные панели облицовки послужат защитой от опасного для экспонатов солнечного света. Внутри — пять климатических зон, в них экспонаты помещаются в зависимости от потребностей в хранении. 
Параллельно по проекту бюро Mecanoo идет реконструкция исторического здания 1935 года, устаревшего морально и физически и небезопасного для посетителей из-за применявшегося при строительстве асбеста. Открыть его планируют в 2026 году.

## Коллекция
В собрании музея находятся произведения европейских мастеров с XV века до наших дней (живопись, скульптура, графика, предметы декоративно-прикладного искусства), декоративное искусство Азии.
В коллекциях музея представлены полотна Иеронима Босха (4 артефакта), Питера Брейгеля Старшего (1), Рембрандта (4), Франса Халса (3), Яна ван Эйка (7), Питера Пауля Рубенса, Якоба Йорданса, Винсента ван Гога, Сальвадора Дали (3), Рене Магритта (2), В.В. Кандинского (1) и др.
В предвоенные годы музей получил печальную известность в связи с приобретением за баснословные суммы подделок под «старых мастеров», выполненных Ханом ван Мегереном.
В музее хранится значительное число уникальных гравюр, офортов (среди них — «Шахматист», офорт Яна де Брая, изображающий игрока в редкую разновидность шахмат — курьерские).

Шедевры собрания
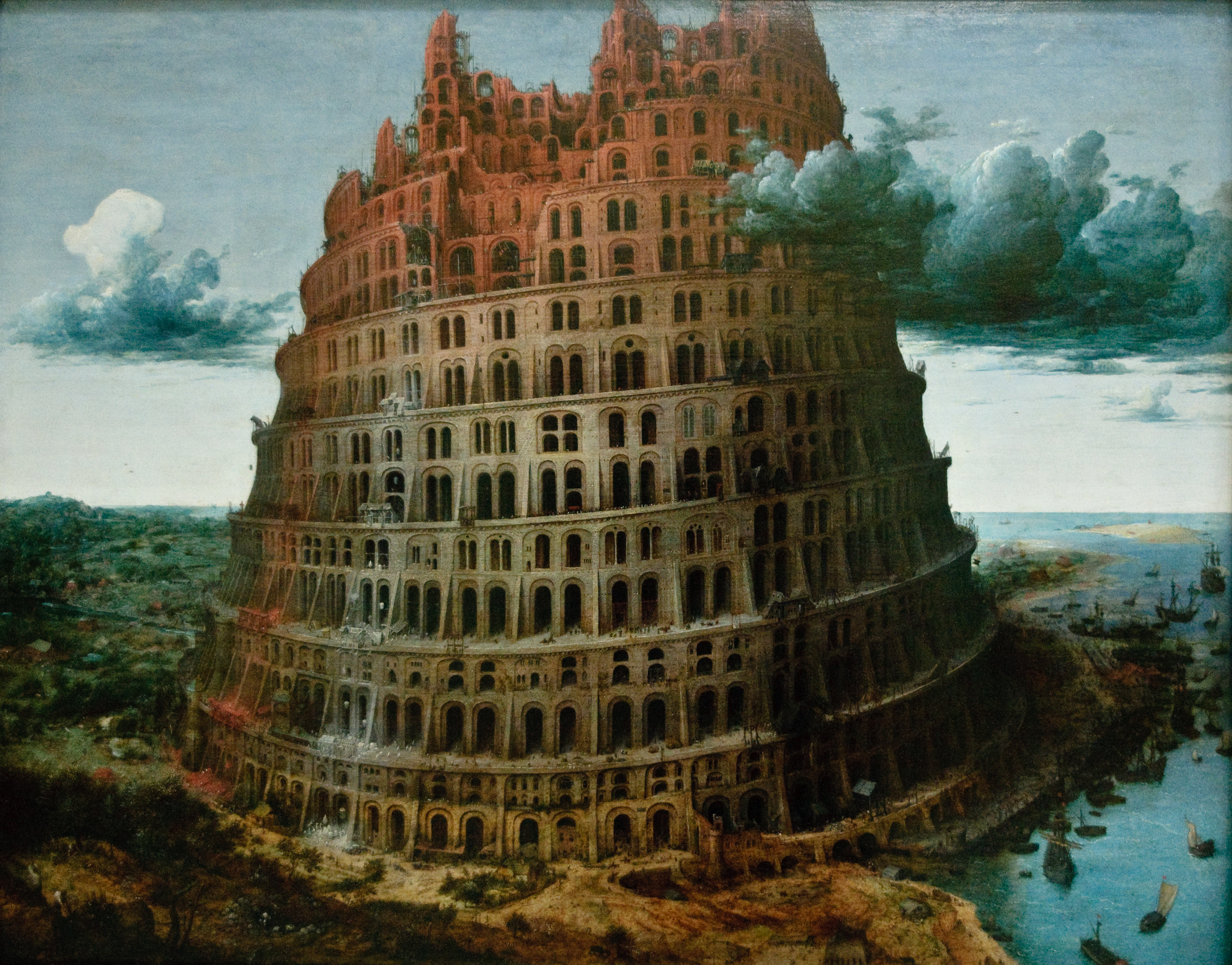
Питер Брейгель (Старший) Малая Вавилонская башня 1563
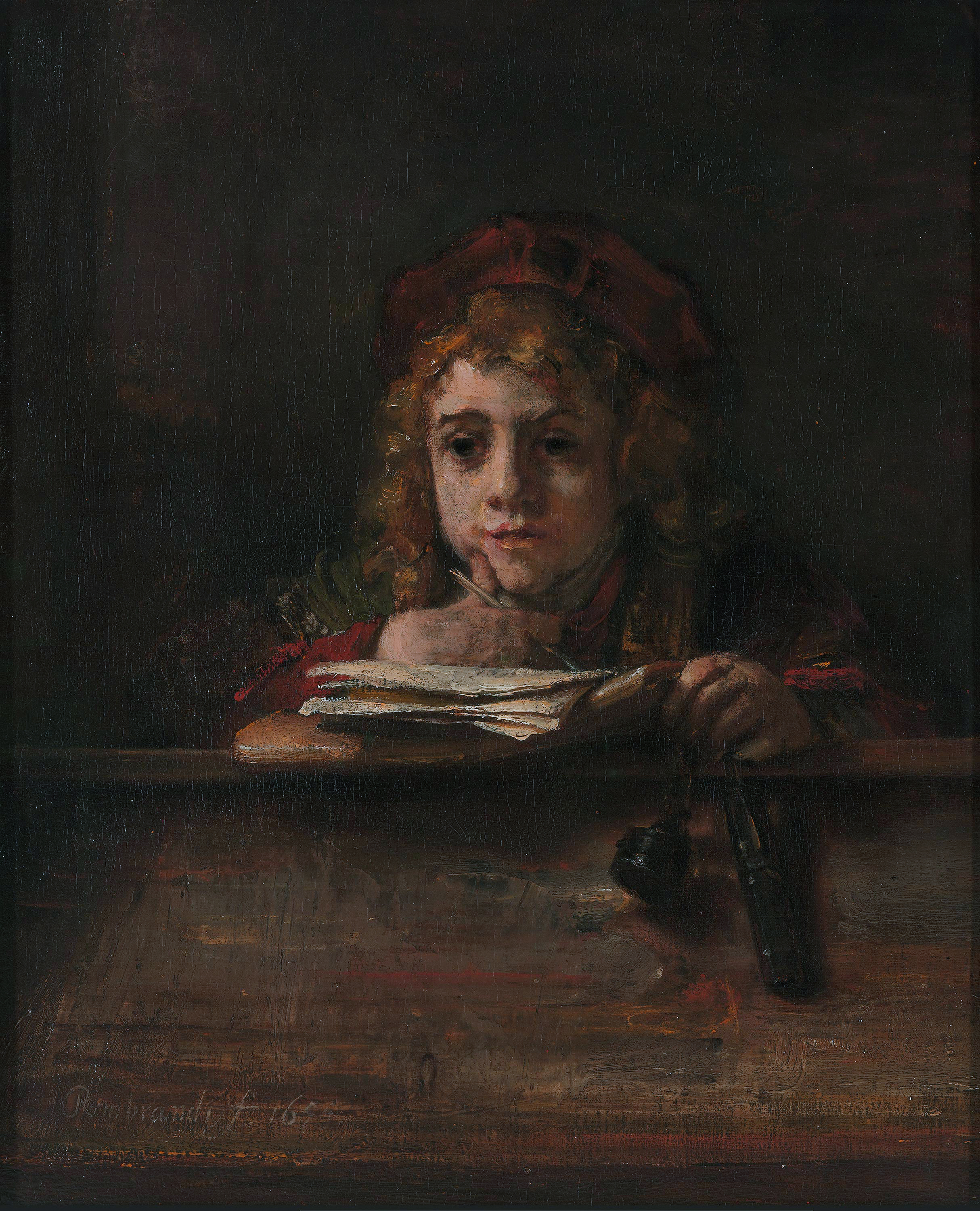
Рембрандт, Титус за партой 1655
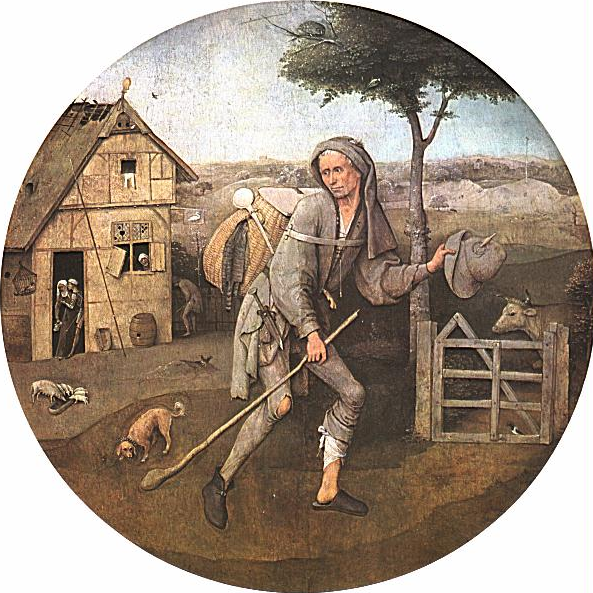
Босх Блудный сын 1658
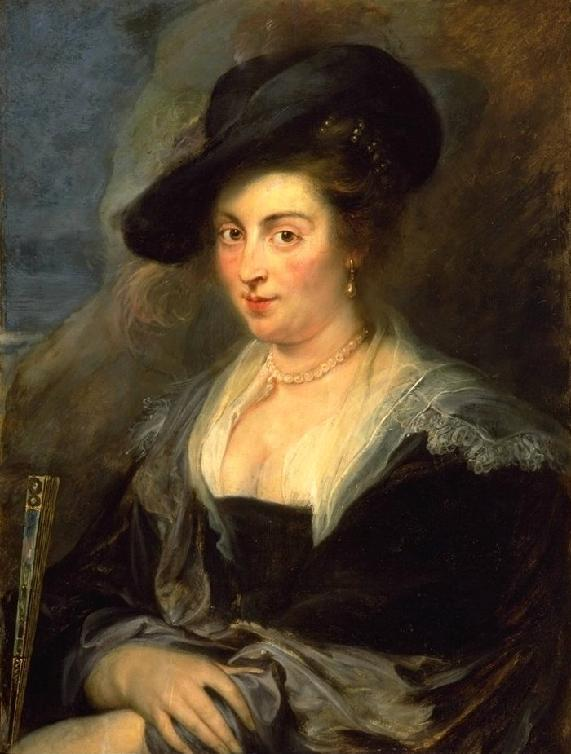
Рубенс, Портрет женщины 1640
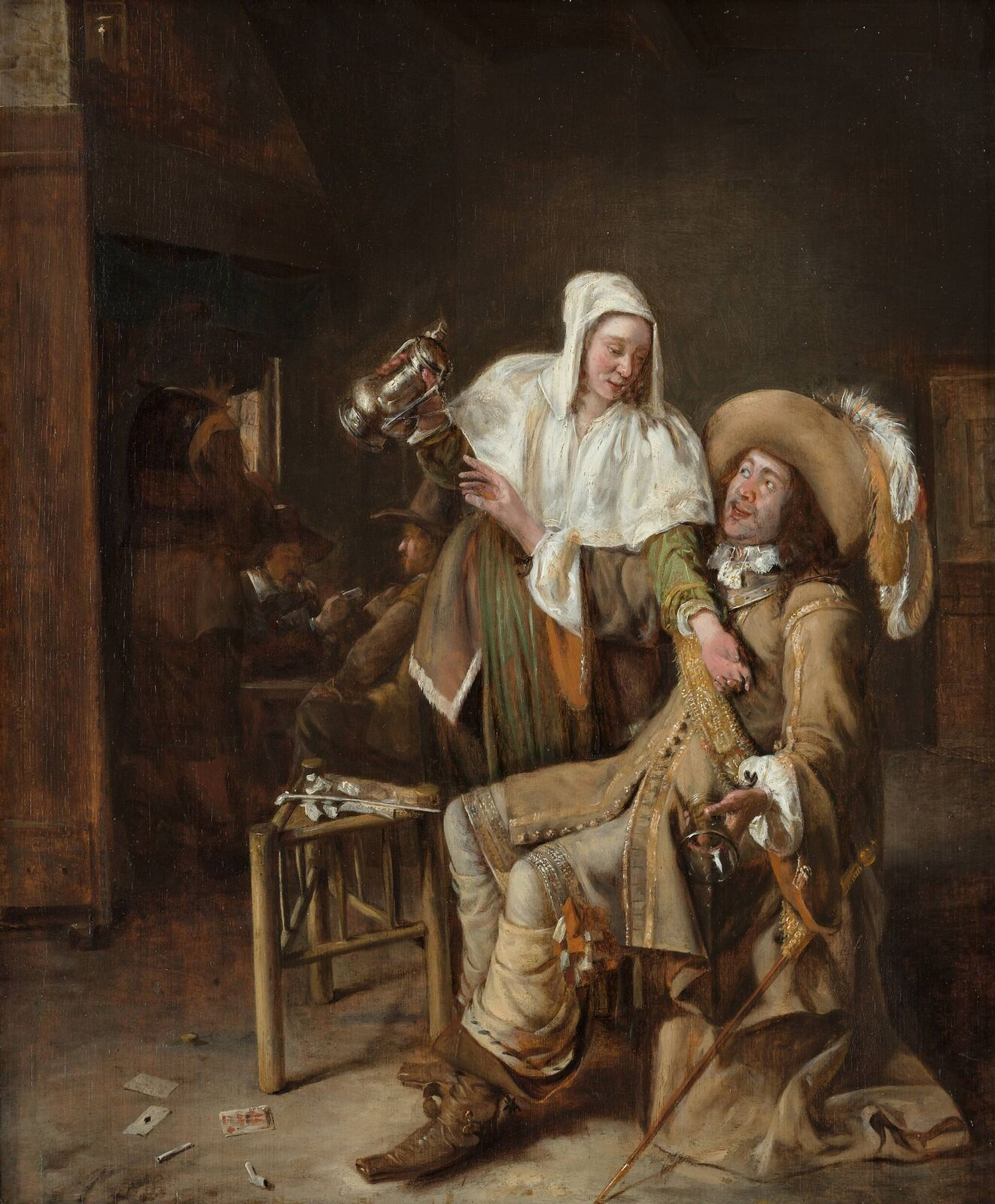
Питер де Хох, Пустой бокал 1652
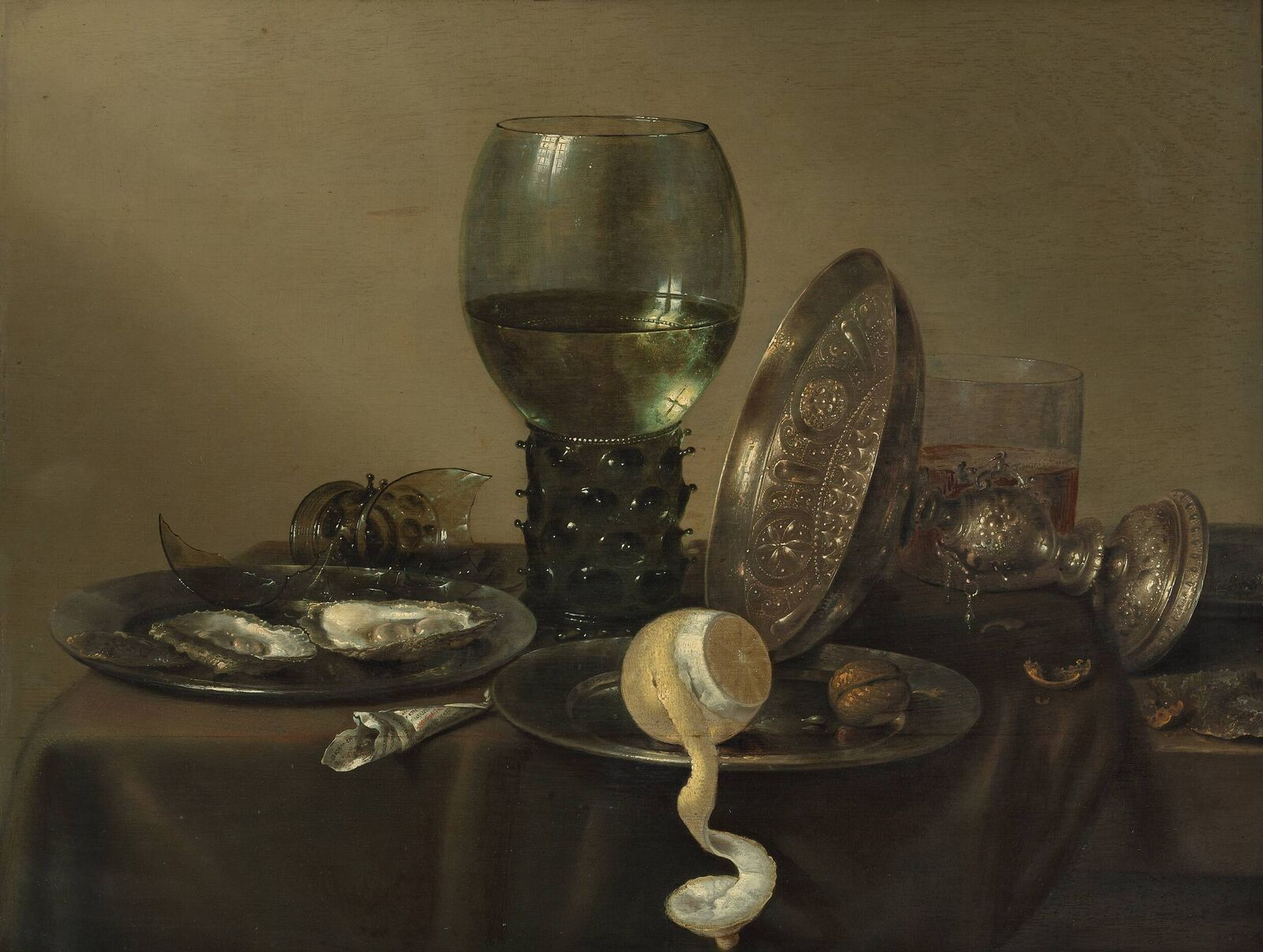
Хеда Натюрморт 1634
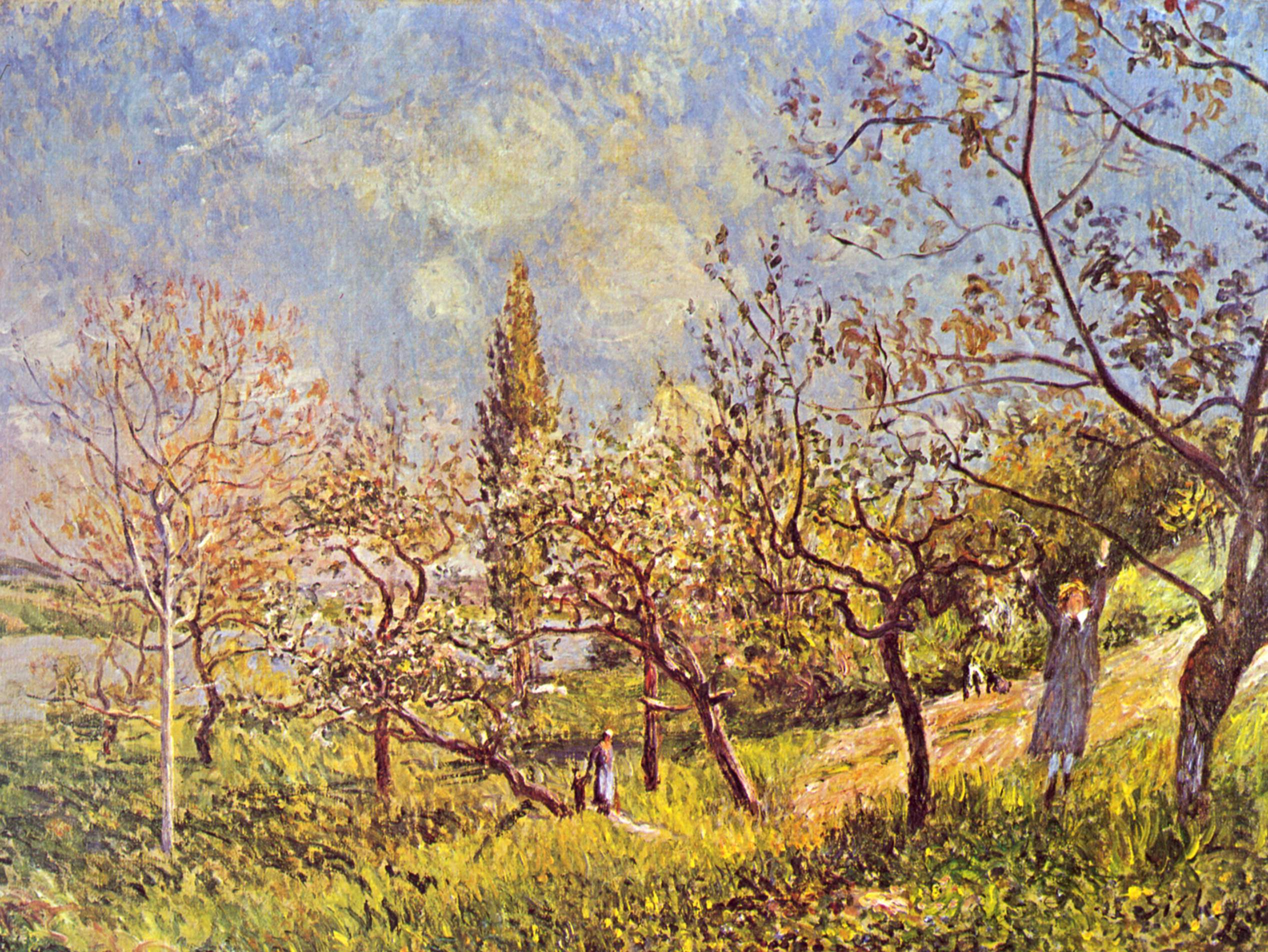
Сислей, Фруктовый сад весной 1881
Клод Моне, Дом рыбака 1882
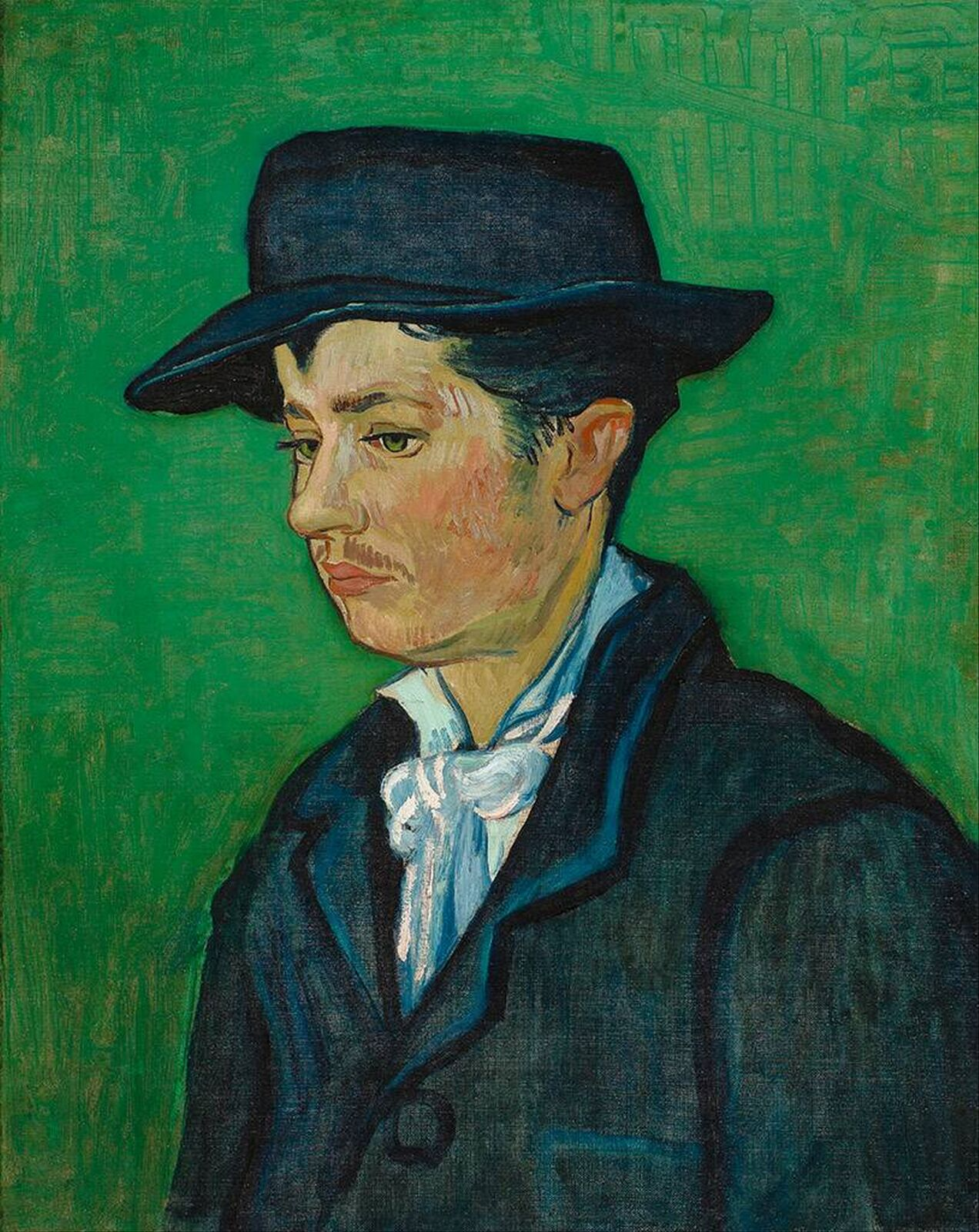
Винсент Ван Гог, Портрет Армана Рулена 1888